# جيمس سالزبوري
جيمس سالزبوري (بالإنجليزية: James Salisbury) هو مخترع أمريكي، ولد في 12 يناير 1823 في Scott, New York ‏ في الولايات المتحدة، وتوفي في 23 سبتمبر 1905 في دوبز فيري في الولايات المتحدة.